# Liga Obrera Marxista
La Liga Obrera Marxista fue una organización trotskista mexicana. Fundada en 1959 y disuelta de manera definitiva en 1987. Fue la sección Mexicana de la Cuarta Internacional CIR. Publicó el Periódico Boletín Obrero y realizó varias ediciones de folletos difundiendo la ideología trotskista.

## Antecedentes
Trotski desde 1924 desarrolló una afanosa lucha por la constitución de la Oposición de Izquierda Internacional al interior de la Internacional Comunista, aglutinando grupos e individuos que estaban en desacuerdo con la política aplicada por la Internacional Comunista y sus partidos estalinizados. Caracterizada como el "Socialismo en un solo país”, oponiendo a ella la “Teoría de la Revolución Permanente" 
México no fue la excepción y desde finales de la década de los veinte se creó un pequeño grupo de simpatizantes del trotskismo. Entre los cuales destacan los artistas Diego Rivera y Frida Kahlo , José Revueltas, Benita Galeana.
Cuando Trotski llegó a México como asilado político en 1937, existía la Liga Comunista Internacionalista, participante de la coordinación para la formación de la Cuarta Internacional.
Durante las sesiones del Primer Congreso de la Cuarta Internacional se desarrolló una discusión especial en relación con la posición de la LCI y de Trotski con relación al gobierno de Lázaro Cárdenas. Trotski argumentaba que debía de apoyarse a Cárdenas en toda acción antiimperialista que realizara, especialmente en apoyo al decreto de expropiación de la industria petrolera, y al mismo tiempo construir un partido revolucionario de clase. Mientras que la LCI criticaba esta postura al clasificar a Cárdenas como un Burgués y la posición de Trotski como colaboracionista, además de acusarlo de no atacar a Cárdenas debido a que le debía el Asilo a este. La discusión se zanjó con la resolución de enviar una comisión internacional a México para abrir la discusión con la LCI, y precisar la línea de acción en México. Sin embargo esta discusión nunca se realizó ya que la organización se autodisolvió.
Aunque se hicieron varios intentos por reconstruir la sección, a partir de ese momento no existió un grupo organizado de la Cuarta Internacional en México. Por casi dos décadas subsistirán pequeños grupos organizados o militantes en lo individual, que se reclamaran del trotskismo y de la Cuarta internacional durante la década de los cuarenta entre ellos Luciano Galicia y Félix Ibarra

## La Primera LOM
Durante los años cincuenta diversas organizaciones internacionales que habían surgido de la división de la Cuarta Internacional en 1952 e intentaron realizar contactos con militantes en México para reconstruir una sección de esta organización. Dos corrientes tuvieron algo de éxito, la ligada al Socialist Workers Party (United States) Estadounidense y la ligada a J. Posadas del Partido Obrero Revolucionario Argentino, grupos que a nivel internacional se mantenían enfrentados en relación con su interpretación del papel de la URSS.
De estos contactos surgieron la LOM y el Partido Obrero Revolucionario (T).
Del POR(T) se puede decir que su principal organizador fue el argentino Adolfo Gilly y en el participaron entre otros David Aguilar Mora, Eunice Campiran, Fernando López entre otros estudiantes y maestros universitarios. La principal actividad del POR en aquellos años era el apoyo al proceso que se vivía en Guatemala.
La LOM tenía ligas internacionales con el Socialist Worker Party de Estados Unidos, que a su vez mantenía ligas con las secciones de la Cuarta Internacional que fueron expulsadas en su segundo congreso y que rechazaban las posiciones de la dirección impulsadas por Michel Pablo (seudónimo del trotskista de origen griego Michel Raptis), quien defendía que al estallar una inmediata Tercera Guerra Mundial, los Partidos Comunistas (PC) estalinistas tomarían un papel revolucionario al enfrentarse violentamente al imperialismo; por tanto, en los estado obreros burocráticos la gran tarea no sería construir partidos trotskistas revolucionarios, si no entrar a los PC estalinistas para impulsarlos a tomar el poder. La internacional acabó el proceso rota en diversas fracciones, y las secciones que siguieron la política pablista fueron destruidas y sus cuadros absorbidos por los PC.
Entre los fundadores de la LOM se encuentra Manuel Aguilar Mora, en aquella época estudiante de la UNAM. En 1959 editan varios folletos, entre los cuales se encuentra el Programa de Transición, Clase Partido y dirección.
Durante los primeros anos de la de década de los sesenta la actividad de la LOM se centrará en el ámbito estudiantil, desarrollando actividades de propaganda al interior de la UNAM y el IPN. También realizaran actividades de propaganda en algunas fábricas del área industrial de la Ciudad de México pero con poco éxito.
La actividad de la organización y su voluntad de ligarse al movimiento obrero chocaba con la situación de corporativización del movimiento obrero a través de la CTM y con el control gansteril de la mayoría de los trabajadores del país.
En le movimiento universitario, la suerte no era mejor, ya que la hegemonía del movimiento seguía siendo de corrientes ligadas al PRI y en los lugares con mayor apertura las fuerzas mayoritarias eran los partidarios de alguna de las agrupaciones estalinista, como el Partido Obrero Campesino Mexicano, el Partido Popular Socialista y el Partido Comunista Mexicano.
Para mediados de la década de los setenta esta organización sufrió una división interna relacionada con diferencias en relación con su filiación internacional, especialmente con relación a la entrada del SWP al Secretariado Unificado de la Cuarta Internacional, algunos miembros de la organización apoyaron las posiciones del Belga Ernest Mandel mientras que otros habían entrado en contacto con el francés Pierre Lambert.
Para mayo de 1968 la organización es declarada disuelta. Algunos de sus militantes participaran en el movimiento estudiantil de 1968, pero no lograran reagruparse y actuar de manera coordinada.

## La reproclamacion de la LOM
Una parte de la primera LOM, habían mantenido contacto con la Organización Comunista Internacionalista y con Pierre Lambert dirigente de la corriente internacional que se negó a la unificación sin principios en el Secretariado Unificado de la Cuarta Internacional. 
Algunos militantes de la LOM viajaron a comienzos de 1968 a Francia y entraron en contacto directo con la OCI y discutieron con su dirección las diferencias que existían en el trotskismo a nivel internacional. Estos mismos militantes participaron de la movilización obrera y estudiantil de 1968 dentro de las filas de la OCI.
Para finales de 1969 comienza la discusión para la reproclamación de la LOM, impulsada por los militantes recién venidos de Francia. En 1970 la LOM es reconstituida y se integra como sección Mexicana a la Cuarta Internacional - Centro Internacional de Reconstrucción.
En la década de los setenta la LOM lograra un crecimiento numérico y participar en diferentes sectores de la clase obrera mexicana, entre ellos los electricistas, petroleros, obreros de algunas zonas industriales de la Ciudad de México, en los sindicatos universitarios y de la educación.
Al mismo tiempo lograra una expansión en el territorio nacional, teniendo grupos en 8 estados del país.
En 1975 se desarrollaran diferencias en relación ala línea de acción en el sector del magisterio y saldrá de la organización una fracción dirigida por Rafael Torres que tomara por nombre Fracción Trotskista Leninista de la LOM que luego de algunos meses se integrara al Partido Revolucionario de los Trabajadores.
En 1978, la LOM discutió la posibilidad de buscar su registro legal, dada la apertura política del régimen , pero su decisión fue oponerse a esta trampa para barnizar al régimen del PRI. En ese mismo proceso de apertura otras organizaciones lograron su registro lectoral como el PCM y el PRT,
En 1979, la LOM participó de la creación de la CNTE en Chiapas y construirá una corriente al interior con influencia en varios estados.

## La experiencia del CORCI y la unificación con el PRT
A partir de 1980 y hasta 1983 A iniciativa de Pierre Lambert y Nahuel Moreno llevara adelante una discusión para unificarse con el Partido Obrero Socialista en el marco de una iniciativa internacional llamada Comité Organizador por la reconstrucción de la Cuarta Internacional. Fusión que fracasara pero que no evitará que se hagan campañas conjuntas como la búsqueda del registro legal para participar de las elecciones, o la campaña por un candidato de unidad de la izquierda en 1982.
Entre 1980 y 1982 sus militantes participaron en el impulso a las huelgas en algunas fábricas, especialmente en la huelga de la galletera Nabisco.
En 1984, la LOM comenzara una discusión de tres años con el PRT para unificarse. A Pesar de que sus diferencias políticas no se habían borrado, la intención de la LOM era hacer del PRT un punto de apoyo en la construcción de un Partido Obrero Independiente. 
En 1987 se unificaron ambas organizaciones. 
La LOM consideraba que el PRT podía ser un polo que permitiera la aglutinación de corrientes de trabajadores que buscaban una expresión política propia, la LOM tomaba como ejemplo de esta tendencia el movimiento que construyó al Partido dos Trabalhadores en Brasil.
La LOM se organizó como la tendencia Cuarta Internacional del PRT y realizó un trabajo de difusión de los postulados de la IV internacional (CIR).

## La coyuntura de 1988
En 1988, él se opuso a la candidatura de Cuauhtémoc Cárdenas Solórzano del Frente Democrático Nacional y postuló a su propia candidata, Rosario Ibarra de Piedra.
La tendencia Cuarta Internacional apoyó inicialmente esta decisión. Poco antes de la elección del 6 de julio de 1988, cambió su apreciación e impulsó al interior del PRT un giro en su política, llamando a un Frente Único Antiimperialista junto con Cárdenas, para evitar el triunfo del gobernante Partido Revolucionario Institucional (PRI) y revertir las medidas privatizadoras de sus últimos gobiernos.
Tras las elecciones y con la acusación de fraude electoral en favor del candidato del PRI, Carlos Salinas de Gortari, la TCI impulsó una campaña por el respeto a la voluntad popular, llamando a formar comités por la defensa del voto, en diversos estados de la república.
El 12 de diciembre de ese año, fue secuestrado y desaparecido uno de sus principales dirigentes, José Ramón García, cuando éste se dirigía a una reunión de la tendencia en la Ciudad de México. No hubo resolución legal a esta desaparición ni responsables de la misma, por lo que la organización afirmó que su dirigente fue desaparecido político, el primero del gobierno de Salinas de Gortari. A finales de 1989, Cuauhtémoc Cárdenas hace un llamado a la izquierda para formar el Partido de la Revolución Democrática (PRD). Pese a que la mayoría de los militantes del PRT ingresaron a dicha organización, los de la Tendencia Cuarta Internacional decidieron no hacerlo por considerarlo un partido nacionalista-burgués y con influencias fuertes del estalinismo. Esto, junto a las discrepancias con la dirección del PRT, motivó su salida de éste en 1991.
En 1991, se realiza un congreso de la TCI y en él se decide formar la Organización Socialista de Trabajadores, para mantener la continuidad de esta corriente.
IV Internacional (1993) (enlace roto disponible en Internet Archive; véase el historial, la primera versión y la última).